# Aplopsis wilsoni
Aplopsis wilsoni är en skalbaggsart som beskrevs av Britton 1957. Aplopsis wilsoni ingår i släktet Aplopsis och familjen Melolonthidae. Inga underarter finns listade i Catalogue of Life.